# Crossfaith
Crossfaith (クロスフェイス) est un groupe d'electro Metalcore japonais, fondé à Ōsaka en 2006. Le groupe a réalisé sa première demo, Blueprint of Reconstruction, en 2008. Ils sont notamment connus pour avoir repris le titre Omen du groupe The Prodigy, et renommés pour leur fusion entre metalcore et electro dance, ainsi que pour leurs performances live intenses.
Le groupe est constitué du chanteur Kenta Koie, du guitariste Kazuki Takemura, du bassiste Hiroki Ikegawa, du batteur Tatsuya Amano et de Terufumi Tamano au clavier.
Crossfaith a ensuite sorti son premier album studio The Artificial Theory for the Dramatic Beauty (chez Zestone Record) en 2009, suivi de son deuxième en 2011, The Dream, The Space (chez Tragic Hero Records).
Par la suite, le groupe a sorti son deuxième EP Zion en septembre 2012, qui a eu un plus grand impact que le précédent dans les pays étrangers et qui leur a valu une notoriété mondiale.

## Histoire

### Les débuts (2006 - 2012)
Le chanteur Kenta Koie, le lead-guitariste Kazuki Takemura et le claviériste Terufumi Tamano étaient dans un groupe de nu metal reprenant des musiques de Linkin Park et de Limp Bizkit. Kenta y interpréta autant de chant "scream" que de rap. Après la dissolution du groupe, Kenta voulait former un nouveau groupe de metal. Pour ce faire, il demande au batteur Tatsuya Amano (qui à l'époque est étudiant au sein de l'école du chanteur et membre du club de musique) de passer une audition. Kenta et les autres membres du groupe furent impressionnés par l'interprétation d'Amano de la musique "sic" du groupe Slipknot, si bien qu'il fut directement admit dans le groupe.
Originaire d'Osaka, ce quintet masculin du nom de Crossfaith se forma en novembre 2006 après quelques modifications de line-up à ses débuts. Le bassiste Hiroki Ikegawa arrive dans le groupe en 2008. Avant son arrivée, la basse était jouée par Terufumi, en plus du clavier.
Le nom Crossfaith vient du fait que chaque membre du groupe a sa propre façon de voir et de vivre la vie de tous les jours, sa propre "foi" (de l'anglais "faith", signifiant "foi"). Néanmoins, toutes ces philosophies se croisent (de l'anglais "cross", signifiant "croix") en un grand point commun: et ce point commun c'est Crossfaith.
Le groupe réalise des sons heavy voire hardcore en passant par de l'électro, un nouveau genre au Japon. Cette idée de mix entre les genres vient principalement de Terufumi qui est entré dans le groupe avec cette audacieuse idée en tête.
Cet univers hardcore, metalcore et electro leur ont ouvert les frontières. En effet, Crossfaith a été choisi pour la compilation VERSUS aux côtés de grands noms américains du genre : Alesena, The Blackout...
En 2008, le groupe sort sa première démo intitulée "Blueprint of Reconstruction" en auto-release.
En 2009 vient leur premier album studio: "The Artificial Theory for the Dramatic Beauty", sorti après une signature chez Zestone Records.
En 2010, le chanteur Kenta Koie apparaît dans une musique du groupe Manafest, "No Plan B". La même année, à la demande de la filière japonaise de Fearless Records, le groupe a pour consigne de reprendre une musique de leur choix qui figurera en bonus d'une compilation. Le groupe s'est mit d'accord pour le titre "Omen" de The Prodigy, groupe que Crossfaith apprécie grandement comme étant le pionnier de leur genre musical.
En 2011, leur second album studio, "The Dream, the Space", voit le jour. Cette fois là, le groupe signe chez Tragic Hero Records. Cette maison de disques étant américaine, l'album sort donc dans le continent américain.
Crossfaith a partagé la scène avec les groupes suivants : Slayer, Napalm Death, Dead by april, Caliban, Raging Speedhorn, In This Moment, Scapegoat, Terror, Children Of Bodom.

### Zion, le succès international grandissant etApocalyze(2012 - 2014)
À la sortie de leur second EP "Zion", Crossfaith commença à se faire un nom internationalement, et c'est à partir de ce moment qu'ils furent connus, par la suite ils sortirent un autre album, Apocalyze, qui a, lui aussi, permis au groupe de devenir encore plus connu.

### Madness(2014 - présent)
Le 8 octobre 2014, Crossfaith a sorti un single composé de trois morceaux appelé Madness. La liste des morceaux consiste en trois chansons : Madness, Dance with the Enemy et S.O.S..
Les membres du groupe ont aussi annoncé qu'ils joueront leur tournée Vans Warped Tour en Amérique du Nord, en 2015. De même, ils seront présents au SlamDunk Festival, qui se déroulera en mai 2015 au Royaume-Uni.

## Membres
- Kazuki Takemura (武村 和樹, Takemura Kazuki) – guitare
- Kenta Koie (小家 健太, Koie Kenta) – chant
- Hiroki Ikegawa (池川 寛希, Ikegawa Hiroki) – basse
- Tatsuya Amano (天野 達也, Amano Tatsuya) – batterie
- Terufumi Tamano (玉野 輝文, Tamano Terufumi) - clavier, chœurs, programmation

Musiciens de tournée
- Tama - guitare

guitare Groezrock 2013, Belgium

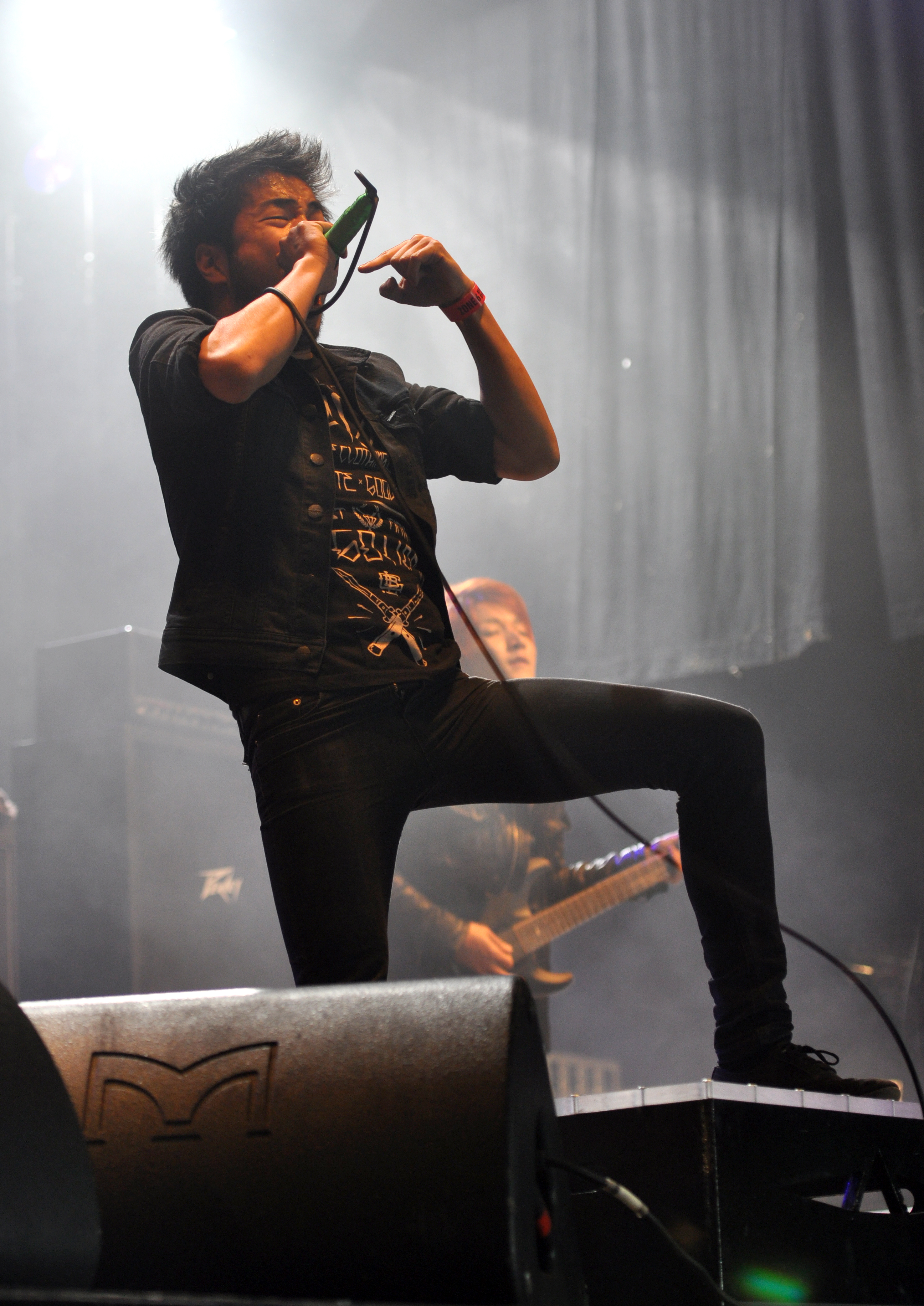
Kenta Koie
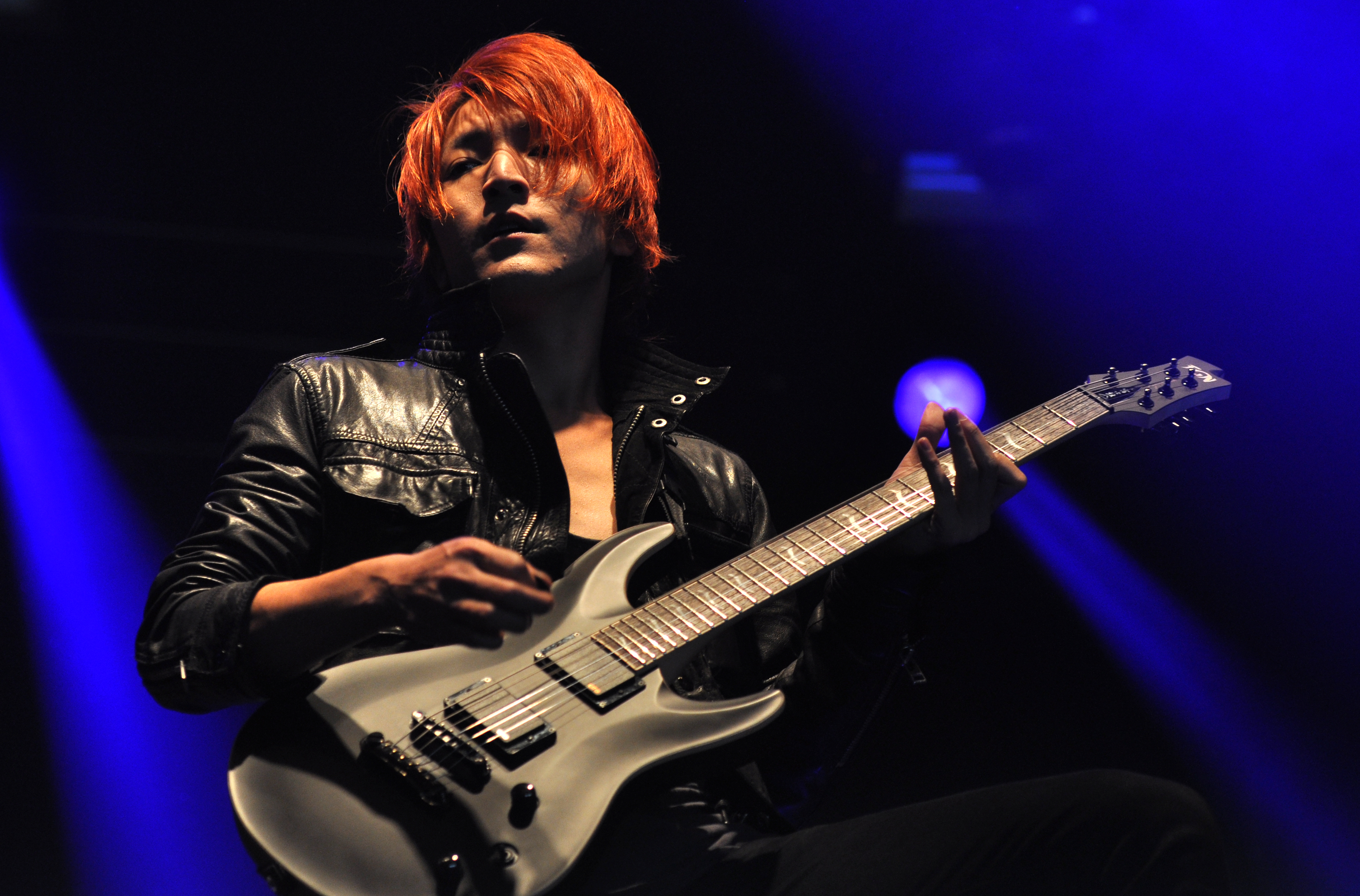
Kazuki Takemura
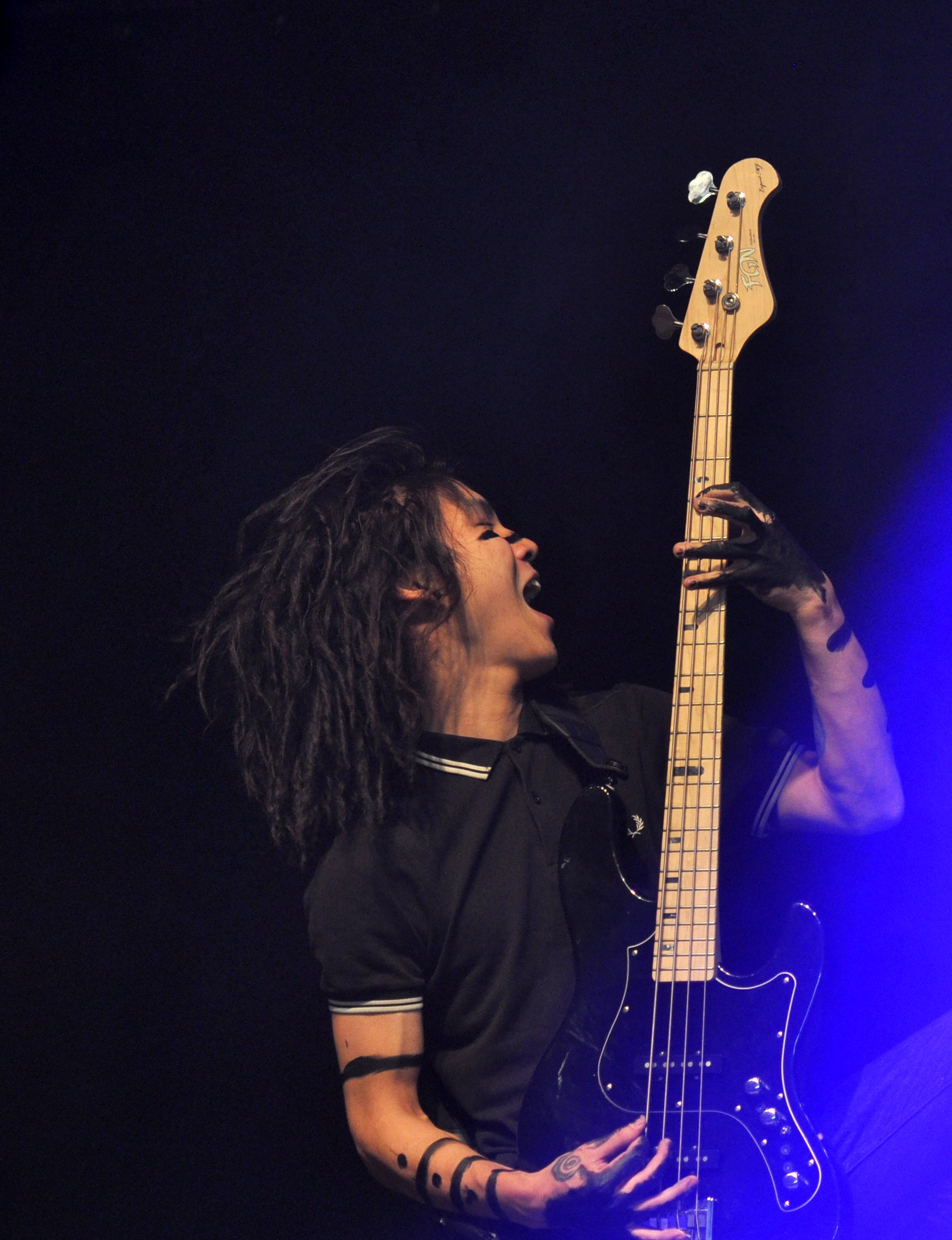
Hiroki Ikegawa
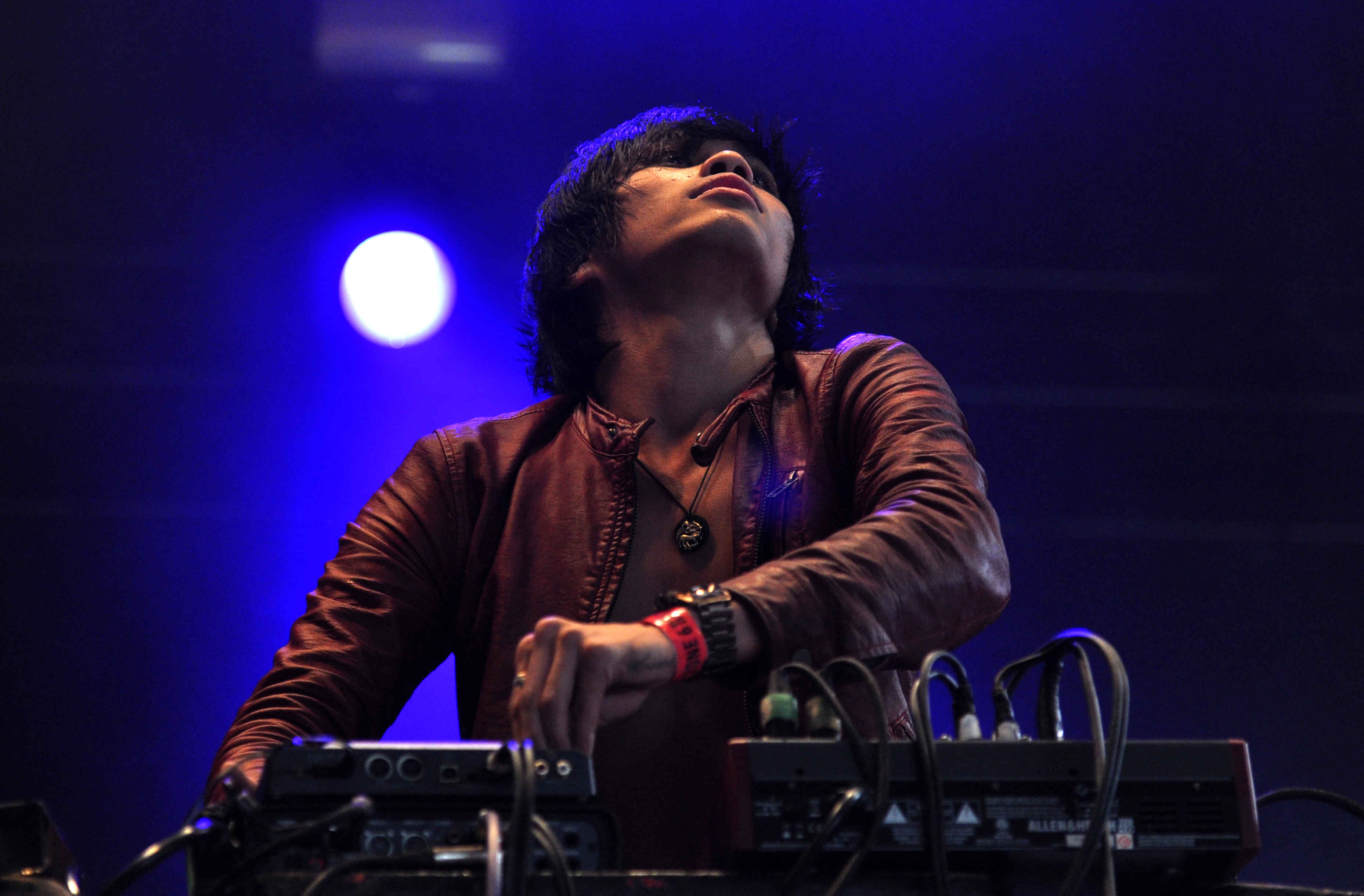
Terufumi Tamano
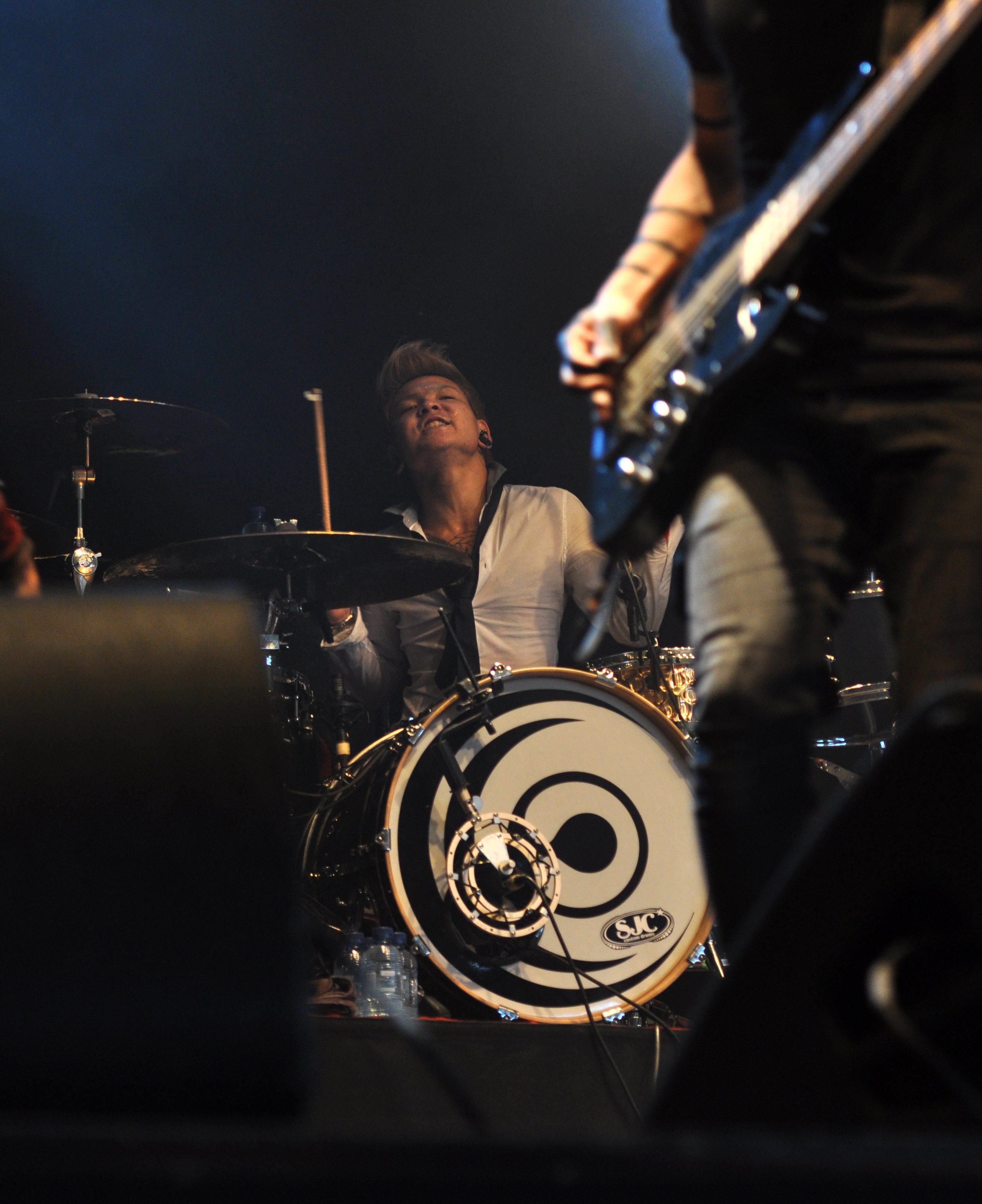
Tatsuya Amano

## Discographie
- Blueprint of reconstruction (2008, EP)
- The Artificial theory for the Dramatic Beauty (2009)
- The Dream, The Space (2011)
- Zion (2012, EP)
- Apocalyze (2013)
- Xeno (2015)
- Freedom (2017, EP)
- EX_MACHINA (2018)
- SPECIES (2020, EP)